# جورج مارتن (لاعب كرة قدم أمريكية)
جورج مارتن (بالإنجليزية: George Martin)‏ هو لاعب كرة قدم أمريكية أمريكي، ولد في 16 فبراير 1953 في غرينفيل في الولايات المتحدة.

## وصلات خارجية
- جورج مارتن على موقع كلية كرة السلة في سبورتس رفرنس.كوم (الإنجليزية)
- جورج مارتن على موقع مرجع كرة القدم المحترفة.كوم (الإنجليزية)